# Attila Szalai
Attila Szalai (sinh 20 tháng 1 năm 1998 ở Budapest) là một cầu thủ bóng đá người Hungary hiện thi đấu ở vị trí trung vệ cho câu lạc bộ Fenerbahçe tại Süper Lig và Đội tuyển bóng đá quốc gia Hungary.

## Sự nghiệp câu lạc bộ

### Rapid Wien
Anh ra mắt ở Austrian Bundesliga ngày 11 tháng 5 năm 2016 trước Altach.

## Thống kê câu lạc bộ
| Câu lạc bộ          | Mùa giải            | Giải vô địch | Giải vô địch | Cúp     | Cúp       | Châu Âu | Châu Âu   | Tổng    | Tổng      |
| Câu lạc bộ          | Mùa giải            | Số trận      | Bàn thắng    | Số trận | Bàn thắng | Số trận | Bàn thắng | Số trận | Bàn thắng |
| ------------------- | ------------------- | ------------ | ------------ | ------- | --------- | ------- | --------- | ------- | --------- |
| Rapid Wien II       |                     |              |              |         |           |         |           |         |           |
| 2015–16             | 20                  | 1            | 0            | 0       | –         | –       | 20        | 1       |           |
| 2016–17             | 23                  | 0            | 0            | 0       | –         | –       | 23        | 0       |           |
| Tổng                | 43                  | 1            | 0            | 0       | 0         | 0       | 43        | 1       |           |
| Rapid Wien          |                     |              |              |         |           |         |           |         |           |
| 2015–16             | 1                   | 0            | 0            | 0       | 0         | 0       | 1         | 0       |           |
| Tổng                | 1                   | 0            | 0            | 0       | 0         | 0       | 1         | 0       |           |
| Mezőkövesd          |                     |              |              |         |           |         |           |         |           |
| 2017–18             | 20                  | 0            | 2            | 0       | –         | –       | 22        | 0       |           |
| 2018–19             | 25                  | 2            | 5            | 0       | –         | –       | 30        | 2       |           |
| Tổng                | 45                  | 2            | 7            | 0       | 0         | 0       | 52        | 2       |           |
| Apollon Limassol    | 2019–20             | 14           | 0            | 3       | 0         | 7       | 2         | 24      | 2         |
| Apollon Limassol    | 2020–21             | 16           | 2            | 0       | 0         | 3       | 1         | 19      | 3         |
| Apollon Limassol    | Tổng                | 30           | 2            | 3       | 0         | 10      | 3         | 43      | 5         |
| Fenerbahçe          | 2020–21             | 18           | 3            | 0       | 0         | —       | —         | 18      | 3         |
| Tổng cộng sự nghiệp | Tổng cộng sự nghiệp | 79           | 4            | 10      | 0         | 10      | 3         | 99      | 7         |

Cập nhật theo các trận đấu đã diễn ra tính đến ngày 2 tháng 5 năm 2021.

### Quốc tế
Tính đến ngày 26 tháng 3 năm 2024.
| Đọi tuyển quốc gia | Năm  | Trận | Bàn |
| ------------------ | ---- | ---- | --- |
| Hungary            | 2019 | 1    | 0   |
| Hungary            | 2020 | 7    | 0   |
| Hungary            | 2021 | 15   | 0   |
| Hungary            | 2022 | 8    | 1   |
| Hungary            | 2023 | 10   | 0   |
| Hungary            | 2024 | 2    | 0   |
| Tổng               | Tổng | 43   | 1   |

Tính đến ngày 17 tháng 11 năm 2022
Bàn thắng và kết quả của Hungary được để trước
| # | Ngày                 | Địa điểm                                         | Số trận | Đối thủ    | Bàn thắng | Kết quả | Giải đấu |
| - | -------------------- | ------------------------------------------------ | ------- | ---------- | --------- | ------- | -------- |
| 1 | 17 tháng 11 năm 2022 | Stade de Luxembourg, Luxembourg City, Luxembourg | 30      | Luxembourg | 1–1       | 2–2     | Giao hữu |